# Un posto al sole coi fiocchi
Un posto al sole coi fiocchi è un film TV del 2013, derivato dalla nota soap opera di Rai 3 Un posto al sole. Il film vede tra i protagonisti alcuni tra i protagonisti più popolari della soap, come Patrizio Rispo, Marzio Honorato e Marina Tagliaferri. Pur essendo a tutti gli effetti un film tv, viene conteggiato come una puntata della soap, esattamente la 3896.

## Trama
Il film è ambientato in tre diverse parti dell'Italia: Napoli, Sorrento e Cervinia.

### Napoli
Questa parte vede come protagonisti Marina Tagliaferri ed Enzo De Caro. Rimasta sola durante le vacanze natalizie, Giulia si ritroverà, suo malgrado, a dover ospitare in casa un noto attore televisivo, tale Walter Diamanti (nome vero Salvatore De Luca), scappato dal set a causa dei suoi ripetuti attacchi di panico. 
 Durante la loro iniziale forzata convivenza, i due avranno modo di conoscersi meglio, ritrovandosi complici e confidenti in molti aspetti delle loro vita. Walter ha modo di confrontarsi con Giulia sulla sua vita superficiale e fatta di scelte più vicine alla comodità che alle sue aspirazioni e lei, invece, riscoprirà il suo lato di donna e amante che, negli ultimi anni, aveva completamente accantonato.

### Sorrento
Questo episodio vede per protagonisti Luca Turco e Cristiana Dell'Anna, con la partecipazione di Corrado Tedeschi. Tornata a Napoli a causa della forte malinconia per la fine della sua storia con Niko (Luca Turco), Manuela Cirillo (Cristiana Dell'Anna) si finge, per un breve attimo, la sorella Micaela. Subito scoperta, Manuela si ritroverà a dichiarare nuovamente a Niko la sua sensazione di inadeguatezza nel dover vivere, così precocemente, le vesti di madre, pur non essendolo. Durante questo sfogo Niko riesce comunque a convincerla a fare una breve vacanza a Sorrento. 
Durante il soggiorno i due ritroveranno completamente la loro passione mai sopita, ma rimarranno comunque ancorati alle loro convinzioni sul loro futuro. Dopo la vacanza, Niko cerca nuovamente di convincere Manuela a fidarsi del loro amore e di comprendere che la presenza del figlio Jimmy non è da considerarsi un limite alla loro libertà. Manuela, alla fine, arrendendosi al forte sentimento che nutre per Niko, si lascia convincere.

### Cervinia
Qui i protagonisti sono Patrizio Rispo, Marzio Honorato, Marina Giulia Cavalli, Fiorenza Tessari e Stefano Marotta. In vacanza con una parte delle loro famiglie, Renato (Marzio Honorato) e Raffaele (Patrizio Rispo) si ritroveranno a dover decidere sulle sorti di uno zaino contenente 1 milione di euro.

## Ascolti
Il film è stato visto da 1.612.000 telespettatori, pari al 7,20% di share.